# اعتراف (فیلم ۱۳۷۵)
اعتراف فیلمی به کارگردانی  و نویسندگی مجید فهیم خواه محصول سال ۱۳۷۵ است. این فیلم در شهر رشت فیلمبرداری شده و سکوی پرتاب پژمان بازغی در عرصه سینما محسوب می شود.

## بازیگران
- پژمان بازغی
- عباس امیری مقدم
- آذر سلیمی
- فریده توکلی
- سعید رضایی
- مژگان اکبری
- ابراهیم نویدی
- علیرضا صفاتیان
- ابراهیم نعمتیان
- کیانوش جاوید روزی
- محمدعلی فرمند
- ملکه رنجبر